# 몰타의 유대인

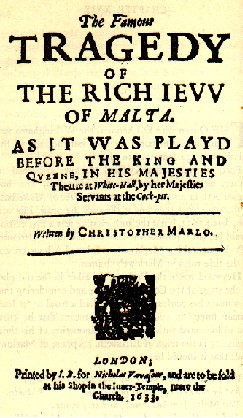

《몰타의 유대인》(The Jew of Malta)은 영국의 극작가 크리스토퍼 말로가 쓴 문학 작품이다.
《몰타의 유대인》은 《탬벌레인 대왕》과 함께 말로의 작품 가운데 가장 흥행한 작품에 속한다. 돈에 눈이 멀어 딸까지 죽음에 이르게 한 비정한 유대인 바라바스를 주인공으로 해 당시 팽배했던 배금주의에 대한 경계를 강력히 경고한다. 한편 이 작품은 서사적으로 이전과 차별화된 비극의 특징을 보여 준다. 신화 속 영웅이나 왕과 같은 고귀한 인물의 추락이 아닌 욕망을 극한으로 추구하는 비루한 인물의 비참한 몰락을 다룬 것이다. 주인공의 끝을 모르는 악행 때문에 비평가들은 주인공의 몰락에도 불구하고 이 작품을 쉽게 비극으로 분류하지 못했다. T. S. 엘리엇은 이 작품을 두고 “끔찍하게 무겁고 심지어 잔혹하기까지 한 희극적 유머를 지닌 소극”이라 평했다. 하지만 말로가 시도한 이런 파격은 이후 극작가에게도 큰 영향을 미쳤으며, 윌리엄 셰익스피어의 《베니스의 상인》 또한 이 작품에 영향을 받아 쓰인 것이다.
이 작품은 무한한 탐욕을 지닌 한 인간의 파멸을 다룬 새로운 종류의 비극이라 할 수 있다.

## 같이 보기
- 크리스토퍼 말로